# Pavel Koutecký
Pavel Koutecký, né à Prague (Tchécoslovaquie) le 10 juin 1956 et mort dans cette ville le 14 avril 2006, est un réalisateur tchèque de films documentaires.

## Biographie
Pavel Koutecký est diplômé de l'Académie du film de Prague (FAMU) en 1982.
Il meurt en chutant accidentellement d'un haut bâtiment en cours de construction dans le faubourg de Pankrác (en) à Prague alors qu'il préparait un documentaire sur les risques pris par les personnes qui escaladent des gratte-ciel.

## Filmographie

### Au cinéma
- 1996 : Drahý mistre (documentaire)
- 1998 : Az na veky (court métrage)
- 2001 : Islandská pamet (documentaire, aussi scénariste)
- 2002 : Hledaci pevného bodu
- 2008 : Obcan Havel (documentaire)

### À la télévision
- 1992 : Posezení s Janem Burianem (série télévisée)